# تشارلز إي. ويتنغهام
تشارلز إي. ويتنغهام (بالإنجليزية: Charles E. Whittingham)‏ هو مدرب خيول أمريكي، ولد في 13 أبريل 1913 في تشولا فيستا في الولايات المتحدة، وتوفي في 20 أبريل 1999.